# Frances Conroy
Frances Hardman Conroy (Monroe, 15 marzo 1953) è un'attrice statunitense.
È nota principalmente per l'interpretazione di Ruth Fisher nella serie televisiva Six Feet Under, grazie alla quale si è aggiudicata un Golden Globe e tre Screen Actors Guild Awards, e per le sue apparizioni nella serie antologica American Horror Story. Frances Conroy è anche un'apprezzata interprete di teatro: vanta infatti la vittoria di un Drama Desk Award, di un Obie Award e una candidatura ai Tony Awards.

## Biografia
Frances Conroy nasce a Monroe, in Georgia, da genitori dirigenti d'azienda; suo padre morì quando lei aveva 15 anni. Studia al Dickinson College di Carlisle, in Pennsylvania, dove partecipa alle attività teatrali della scuola. Successivamente si trasferisce a New York per studiare recitazione alla Neighborhood Playhouse e alla Juilliard School. Diventa membro del Juilliard's Drama Division Group 6 (1973-1977) accanto a Kevin Conroy, Kelsey Grammer, Harriet Sansom Harris e Robin Williams. Negli anni settanta si esibisce regolarmente con note compagnie teatrali (come la Acting Company) in varie tournée, interpretando, per esempio, Desdemona al Delacorte Theatre in una produzione di Otello con Richard Dreyfuss e Raúl Juliá. Nel suo primo film interpreta un'attrice shakesperiana in Manhattan di Woody Allen (1979). 
Nel 1980 fa il suo debutto a Broadway in La signora di Dubuque di Edward Albee. Per i due decenni successivi, la Conroy si concentra sulla sua carriera teatrale, interpretando con notevole plauso critico ruoli in Piccola città (Thornton Wilder), Giù dal Monte Morgan (Arthur Miller) e Le piccole volpi (Lillian Hellman). Per le sue interpretazioni teatrali ottiene quattro candidature ai Drama Desk Award (Otello, 1980; The Secret Rapture, 1990; In the Summer House, 1994; The Rehearsal, 1997) vincendo il prestigioso premio nel 1990, nonché una candidatura al Tony Award nel 2000 per la sua interpretazione in Giù dal Monte Morgan di Arthur Miller, che aveva conosciuto nel 1992 e con il quale aveva iniziato una solida e duratura collaborazione. Nello stesso periodo appare anche in alcuni film per il cinema al fianco di attori quali Burt Lancaster in Il sogno del mare - Rocket Gibraltar (1988), e serie televisive, nel cui ambiente ha occasione di conoscere e sposare l'attore Jan Munroe nel 1992, dopo aver divorziato da Jonathan Furst.
Il ruolo che la rende nota al grande pubblico è quello di Ruth, la matriarca della famiglia Fisher, nella serie televisiva Six Feet Under, dal 2001 al 2005. Per questo ruolo ottiene il Golden Globe per la miglior attrice in una serie drammatica nel 2004, nonché un Screen Actors Guild Award per la migliore attrice in una serie drammatica e quattro candidature ai Premi Emmy (2002, 2003, 2005 e 2006).
Nel 2008 partecipa come guest star alla celebre serie Desperate Housewives. In questo periodo interpreta ruoli minori in molte altre serie televisive, come quello di Loretta Stinson in How I Met Your Mother, oppure quello di Peggy Haplin nella serie Happy Town prodotta da ABC. Nello stesso anno interpreta la moglie del personaggio di Robert De Niro nel thriller Stone di John Curran.
Nel 2011 si unisce al cast della serie antologica American Horror Story: nella prima stagione interpreta il ruolo della domestica Moira O'Hara, nella seconda l'Angelo della morte Shachath, nella terza la stravagante strega Myrtle Snow, nella quarta l'ereditiera Gloria Mott, nella sesta la psicopatica cannibale Mama Polk e nella settima Bebe Babbit, seguace e amante di Valerie Solanas.
Dal 2017 è una delle protagoniste della serie La nebbia, basata sull'omonimo romanzo di Stephen King e distribuita da Spike, mentre nel 2018 reinterpreta i ruoli di Myrtle Snow e Moira O'Hara nell'ottava stagione di American Horror Story. Nel 2019 viene diretta da Todd Phillips nel pluripremiato film Joker per cui ricopre il ruolo di Penny Fleck, madre del protagonista Arthur Fleck, interpretato da Joaquin Phoenix.

## Filmografia parziale

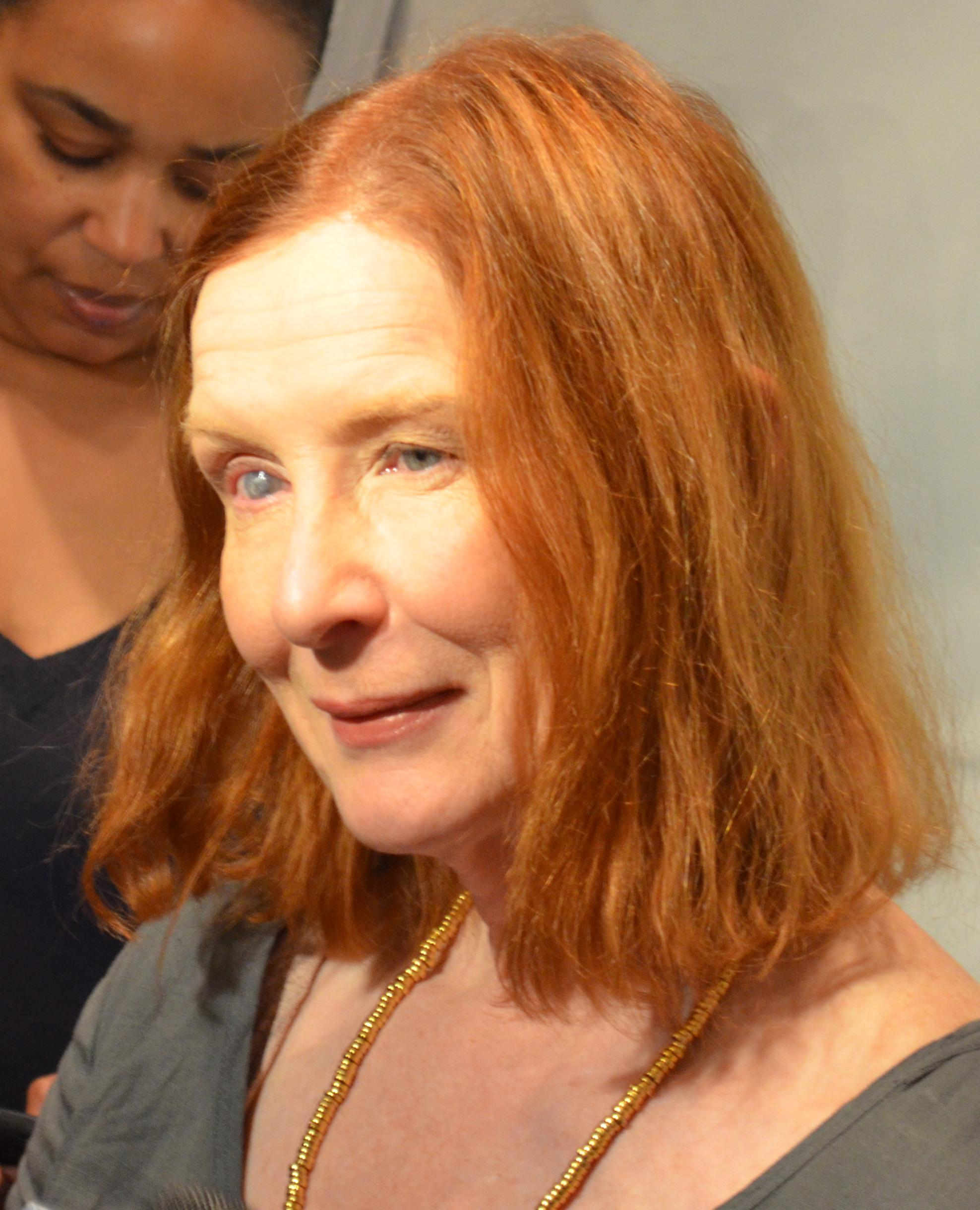
Frances Conroy nel 2014

### Attrice

#### Cinema
- Manhattan, regia di Woody Allen (1979)
- Innamorarsi (Falling in Love), regia di Ulu Grosbard (1984)
- La protesta del silenzio (Amazing Grace and Chuck), regia di Mike Newell (1987)
- Il sogno del mare - Rocket Gibraltar (Rocket Gibraltar), regia di Daniel Petrie (1988)
- Due figli di... (Dirty Rotten Scoundrels), regia di Frank Oz (1988)
- Un'altra donna (Another Woman), regia di Woody Allen (1989)
- Billy Bathgate - A scuola di gangster (Billy Bathgate), regia di Robert Benton (1991)
- Scent of a Woman - Profumo di donna (Scent of a Woman), regia di Martin Brest (1992)
- Le avventure di Huck Finn (The Adventures of Huck Finn), regia di Stephen Sommers (1993)
- Insonnia d'amore (Sleepless in Seattle), regia di Nora Ephron (1993)
- Serenata alla luna (The Neon Bible), regia di Terence Davies (1995)
- La seduzione del male (The Crucible), regia di Nicholas Hytner (1996)
- Un amore a 5 stelle (Maid in Manhattan), regia di Wayne Wang (2002)
- Piccole bugie travestite (Die, Mommie, Die!), regia di Mark Rucker (2003)
- Catwoman, regia di Pitof (2004)
- The Aviator, regia di Martin Scorsese (2004)
- Broken Flowers, regia di Jim Jarmusch (2005)
- Shopgirl, regia di Anand Tucker (2005)
- Ira and Abby, regia di Robert Cary (2006)
- Il prescelto (The Wicker Man), regia di Neil LaBute (2006)
- Il risveglio delle tenebre (The Seeker: The Dark Is Rising), regia di David L. Cunningham (2007)
- Humboldt County, regia di Darren Grodsky (2008)
- Il profumo del successo (The Smell of Success), regia di Mark Polish (2009)
- New in Town, regia di Jonas Elmer (2009)
- Stay Cool, regia di Michal Polish (2009)
- Qualcosa di speciale (Love Happens), regia di Brandon Camp (2009)
- Shelter - Identità paranormali (Shelter), regia di Måns Mårlind e Björn Stein (2010)
- Stone, regia di John Curran (2010)
- Welcome to Happiness, regia di Oliver Thompson (2015)
- Mountain rest, regia di Alex O Eaton (2018)
- Joker, regia di Todd Phillips (2019)
- James vs. His Future Self, regia di Jeremy Lalonde (2019)
- Il potere del cane (The Power of the Dog), regia di Jane Campion (2021)

#### Televisione
- American Playhouse – serie TV, 2 episodi (1982-1984)
- Ai confini della realtà (The Twilight Zone) – serie TV, episodio 1x55 (1986)
- LBJ : the Early Years, regia di Peter Werner – film TV (1987)
- Crime Story – serie TV, episodio 1x18 (1987)
- Law & Order - I due volti della giustizia (Law & Order) – serie TV, 2 episodi (1990-1999)
- Cosby – serie TV, 1 episodio (1998)
- Six Feet Under – serie TV, 63 episodi (2001-2005)
- Un giorno perfetto (A Perfect Day), regia di Peter Levin – film TV (2006)
- E.R. - Medici in prima linea (ER) – serie TV, 2 episodi (2007-2008)
- Desperate Housewives – serie TV, 3 episodi (2008)
- How I Met Your Mother – serie TV, 9 episodi (2009-2014)
- Nip/Tuck – serie TV, episodio 6x14 (2010)
- Grey's Anatomy – serie TV, episodio 7x04 (2010)
- Happy Town – serie TV, 7 episodi (2010)
- United States of Tara – serie TV, 2 episodi (2011)
- The Mentalist – serie TV, episodio 3x18 (2011)
- American Horror Story – serie TV, 58 episodi (2011-2021)
- Royal Pains – serie TV, 6 episodi (2013)
- Getting On – serie TV, episodio 3x03 (2015)
- Casual – serie TV, 10 episodi (2015-2017)
- The Real O'Neals – serie TV, episodio 1x07 (2016)
- La nebbia (The Mist) – serie TV, 10 episodi (2017)
- The Tale, regia di Jennifer Fox – film TV (2018)
- Young Sheldon – serie TV, episodio 1x10 (2018)
- Arrested Development - Ti presento i miei (Arrested Development) – serie TV, episodio 5x08 (2018)
- Castle Rock – serie TV, 2 episodi (2018)
- Amiche per la morte - Dead to Me (Dead to Me) – serie TV, 6 episodi (2020-2022)

### Doppiatrice
- Le avventure del topino Despereaux (The Tale of Despereaux), regia di Sam Fell e Robert Stevenhagen (2008)
- Scooby-Doo! Mystery Incorporated – serie animata, 15 episodi (2010-2013)
- Tom & Jerry e il mago di Oz (Tom and Jerry & The Wizard of Oz), regia di Spike Brandt (2011)
- Superman: Unbound, regia di James Tucker (2013)
- We Bare Bears - Siamo solo orsi (We Bare Bears) – serie animata, episodio 3x26 (2017)
- The Boys presenta: Diabolico! (The Boys Presents: Diabolical) - serie animata, episodio 1x02 (2023)
- Nimona, regia di Nick Bruno e Troy Quane (2023)

## Riconoscimenti
- Emmy Awards
  - 2002 – Candidatura per la miglior attrice protagonista in una serie drammatica per Six Feet Under
  - 2003 – Candidatura per la miglior attrice protagonista in una serie drammatica per Six Feet Under
  - 2005 – Candidatura per la miglior attrice protagonista in una serie drammatica per Six Feet Under
  - 2006 – Candidatura per la miglior attrice protagonista in una serie drammatica per Six Feet Under
  - 2012 – Candidatura per la miglior attrice non protagonista in una miniserie o film per la TV per American Horror Story
  - 2014 – Candidatura per la miglior attrice non protagonista in una miniserie o film per la TV per American Horror Story
- Golden Globe
  - 2003 – Miglior attrice in una serie drammatica per Six Feet Under
- Saturn Awards
  - 2012 – Candidatura per la miglior attrice non protagonista in una serie televisiva per American Horror Story
- Screen Actors Guild Awards
  - 2002 – Candidatura per il miglior cast in una serie drammatica per Six Feet Under
  - 2003 – Miglior cast in una serie drammatica per Six Feet Under
  - 2004 – Miglior cast in una serie drammatica per Six Feet Under
  - 2004 – Miglior attrice in una serie drammatica per Six Feet Under
  - 2005 – Candidatura per il miglior cast in una serie drammatica per Six Feet Under
  - 2006 – Candidatura per il miglior cast in una serie drammatica per Six Feet Under

## Doppiatrici italiane
Nelle versioni in italiano dei suoi lavori, Frances Conroy è stata doppiata da:
- Graziella Polesinanti in American Horror Story, La nebbia, Young Sheldon, The Tale, Amiche per la morte - Dead to Me, Il potere del cane
- Aurora Cancian in Catwoman, Broken Flowers, Il risveglio delle tenebre, Stone, Castle Rock
- Lorenza Biella in Un giorno perfetto, Desperate Housewives, New in Town, Happy Town
- Daniela Debolini in Il profumo del successo, Stay Cool
- Angiola Baggi in Law & Order - I due volti della giustizia
- Cristina Noci in Le avventure di Huck Finn
- Anita Bartolucci ne Il prescelto
- Elettra Bisetti in The Aviator
- Laura Boccanera in Getting On
- Rossella Izzo in Qualcosa di speciale
- Monica Pariante in Shelter - Identità paranormali
- Manuela Massarenti in Nip/Tuck
- Maria Pia Di Meo in Un amore a 5 stelle
- Paola Giannetti in United States of Tara
- Renata Biserni in Six Feet Under
- Rita Savagnone in Royal Pains
- Valeria Perilli in Grey's Anatomy
- Stefanella Marrama in Joker

Da doppiatrice è sostituita da:
- Aurora Cancian ne Le avventure del topino Desperaux
- Fabiola Bittarello in The Boys presenta: Diabolico!
- Roberta Pellini in Nimona